# 列車脱線事故

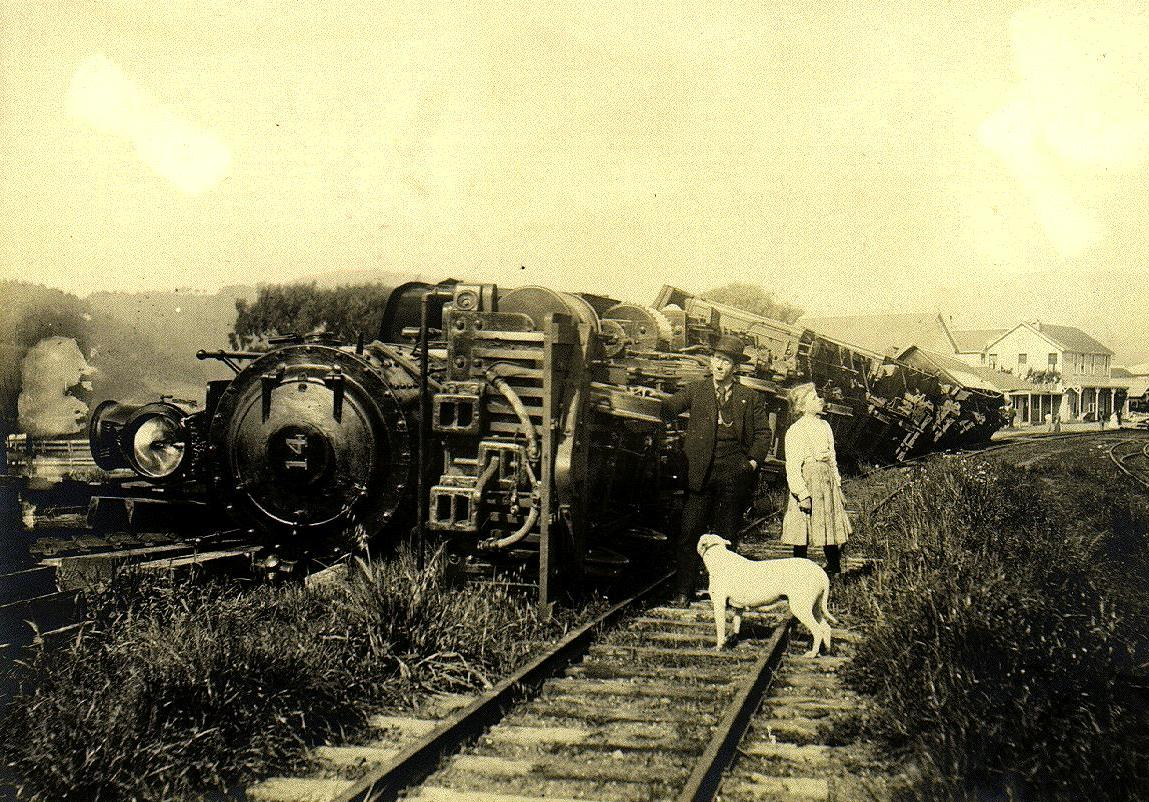
地震による脱線。1906年のサンフランシスコ地震による。

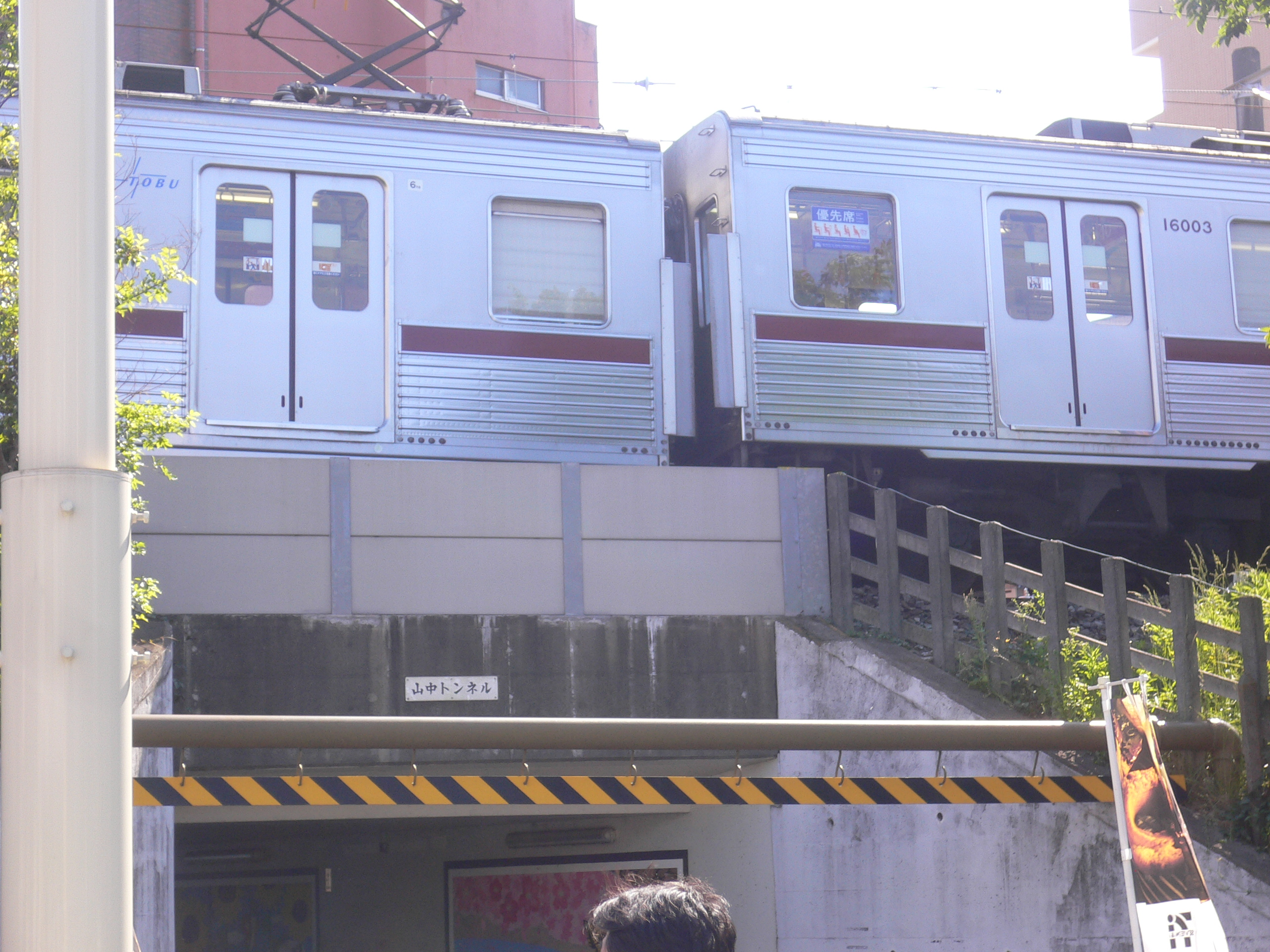
台車の溶接部の欠陥による脱線（2016年5月18日 東武東上本線）

列車脱線事故（れっしゃだっせんじこ、Train derailment accident）とは、列車の車輪のフランジ部分がレールの上を乗り越えて反対側に落ちることによって生じる事故である。

## 概説

### 脱線の要因
脱線は軌道、車両、運転上の取り扱い、積荷などに何らかの欠陥・問題があることで生ずるのが一般的である。
Nadal の式が与えられている。

### 脱線の分類
- 乗り上がり脱線 - 車輪とレールとの間の横圧に対する摩擦係数が大きく、垂直力＝輪重に比べて車輪を横に押し出す力が過大であるときに、フランジがレール上に登り上がる
- すべり上がり脱線 - 車輪とレール踏面やフランジとの間の摩擦係数が小さく、横圧によりフランジがレール上にすべり上がる
- とび上がり脱線 - 衝撃的な垂直力の減少や横方向の力の増加により、車輪がレール上にとび上がり、またはレールをとびこえる
- 競合脱線 - 車両や軌道に決定的な欠陥は見られないが、様々な要因が重なり（競合して）脱線に至るケース。競合脱線の名が広まる以前はせり上がり脱線とも呼ばれていた[3]。1963年（昭和38年）に発生した鶴見事故の原因とされ、狩勝実験線では実際に列車を脱線させる試験を行い、原因解明に繋がった。こうした動きから脱線事故は原因までもが注目されるようになり、1969年（昭和44年）5月、6月の東海道本線だけでも3件が競合脱線として報道されている[4]。2000年（平成12年）3月8日に発生した営団日比谷線中目黒駅構内列車脱線衝突事故に対しても、競合脱線と説明されることがある。なお、川島令三著の「全国鉄道事情大研究 東京都心部篇」の「日比谷線脱線事故について」の頁によると「競合脱線とするのは原因不明と言っているに等しいと解説する技術者もいた」とあり、競合脱線については鉄道を知らない者は言うに及ばず、鉄道を知る技術者や有識者でも理解されていなかったり知らない者も多数存在している。

その他、夜間保線車両が入出区の際に使用する横取り装置（乗越分岐器で、分岐区間へ進入する際に使用される機材）の収納を失念し、始発列車が横取り装置に乗り上げ脱線事故に至ったなどのケースも存在する。

### 意図的な脱線
なお、暴走などを起した列車による二次被害を抑制するために、意図的に脱線させることがある。主に安全側線や脱線転轍器が使用されるが、車庫などに留置中の保線車両や貨車の転動を防止する場合、より簡素な脱線器が用いられることもある。

## 日本における列車脱線事故

### 定義
日本では鉄道事故等報告規則（昭和62年2月20日運輸省令第8号）で定める列車が脱線した事故のことをいう。二次的に転覆、周辺建築物やプラットホームなどの構造物との衝突、火災が発生した場合でも、事故の主要因が軌道を逸脱したものであれば、列車脱線事故となる。
したがって、2005年（平成17年）に土佐くろしお鉄道で発生した事故のように、ホームの構造物に激突・衝突していたとしても、車止めを超えた時点で本来の軌道を逸脱したものと判断され、列車衝突事故とはならない。なお、踏切において、列車又は車両（鉄道車両）が道路を通行する人または車両（自動車・軽車両など）等と衝突、または接触した事故としては踏切障害事故があるが、脱線を伴う踏切障害事故は主要因が踏切障害事故であっても列車脱線事故として扱われている。わかりにくいため、航空・鉄道事故調査委員会では列車脱線事故（踏切障害に伴うもの）との付記をつけるようにしている。
ただ単に脱線しただけの場合は被害が小さいが、横転または転覆したり、2000年（平成12年）に営団地下鉄日比谷線で発生した事故のように対向列車に衝突したり、2005年（平成17年）にJR西日本福知山線で発生した事故のように線路外の建築物に衝突した場合には被害が大きくなる。線路や車両の状態に特に異常がなくとも力学的要素が絡み合って偶発的に脱線する場合（競合脱線）もあり、車両の挙動の解析とそれを踏まえた車両構造の改良や、線路の様々な改良（例：脱線防止ガードの設置など）により、未然に防ぐ努力が進められている。

### 調査機関
日本では2008年10月に航空・鉄道事故調査委員会（事故調）と海難審判庁の調査部門を統合して発足した、国土交通省の外局である運輸安全委員会が民間航空機事故、鉄道事故、船舶事故の調査を行っている。

### 主な列車脱線事故
- 根府川駅列車転落事故（1923年9月1日）
- 山陽本線特急列車脱線事故（1926年9月23日）
- 西成線列車脱線火災事故（1940年1月29日、列車火災事故でもある）
- 八高線列車脱線転覆事故（1947年2月25日）
- 六軒事故（1956年10月15日、列車衝突事故でもある）
- 三河島事故（1962年5月3日、多重衝突事故でもある）
- 鶴見事故（1963年11月9日、多重衝突事故でもある）
- 近鉄大阪線列車衝突事故（1971年10月25日、列車衝突事故でもある）
- 西鉄特急脱線事故（1975年3月1日）
- 京阪電気鉄道置石脱線事故（1980年2月20日）
- 西明石駅列車脱線事故（1984年10月19日）
- 信楽高原鐵道列車衝突事故 (1991年5月14日)
- 営団日比谷線中目黒駅構内列車脱線衝突事故（2000年3月8日）
- 上越新幹線脱線事故（2004年10月23日）
- 土佐くろしお鉄道宿毛駅衝突事故（2005年3月2日）
- JR福知山線脱線事故（2005年4月25日）
- JR羽越本線脱線事故（2005年12月25日）
- JR日豊本線脱線転覆事故（2006年9月17日）
- 新潟県中越沖地震に伴う脱線事故
- 近鉄大阪線東青山駅構内列車脱線事故（2009年2月27日）
- 石勝線特急列車脱線火災事故（2011年5月27日、列車火災事故でもある）
- 京急本線土砂崩れ列車脱線事故（2012年9月24日）
- 山陽電気鉄道踏切衝突事故（2013年2月12日）
- 京浜急行本線神奈川新町第1踏切衝突事故（2019年9月5日）
- 東北新幹線脱線事故（2022年3月16日）

## アメリカ合衆国における列車脱線事故

### 調査機関
アメリカ合衆国では独立機関である国家運輸安全委員会（NTSB）が民間航空機事故、鉄道事故、船舶事故、高速道路事故、パイプライン事故の重大事故の調査を一元的に行っている。国家運輸安全委員会の委員は7名である。

### 主な列車脱線事故
- 1991年ユニオン・スクエア駅脱線事故
- サンバーナーディーノ列車脱線事故

## オーストラリアにおける列車脱線事故

### 調査機関
オーストラリア運輸安全局（ATSB）が民間航空機事故、指定州際鉄道における鉄道事故、船舶事故の調査を行っている。

### 主な列車脱線事故
- グランヴィル鉄道事故